# Шупо, Сокол
Сокол Шупо (алб. Sokol Shupo; род. 4 февраля 1954, Гирокастра) — албанский композитор и музыковед.
Изучал композицию в Университете искусств в Тиране, затем в 1978 г. окончил Бухарестскую консерваторию (ученик Анатоля Виеру, Штефана Никулеску и Аурела Строе). На протяжении всей жизни преподавал в Университете искусств, с 2008 г. был деканом факультета музыки, возглавлял албанское отделение Международного общества современной музыки, редактировал ежеквартальный «Информационный бюллетень албанской музыки» (англ. Albanian Music Information Newsletter). В 2012 г. против Шупо были выдвинуты обвинения в разнообразных злоупотреблениях служебным положением, и в результате он был уволен с должности декана.
Опубликовал монографии «Византийская музыка» (алб. Muzika bizantine. Shkrimi muzikor dhe sistemi modal; 1997), «Албанский музыкальный фольклор» (алб. Folklori muzikor shqiptar; 1997), «Академическая музыка на Балканах» (англ. Art music in the Balkans; 2004) и др., составил многоязычный «Словарь музыкальных терминов» (алб. Fjalor i termave muzikore). Автор симфонии «Четыре песни для Албании» (алб. Katër këngë për Shqipërinë; 1988), инструментальных сочинений, музыки к кинофильмам.